# R. A. Bevan
Robert Alexander Polhill Bevan (« Bobby ») (15 mars 1901 - 20 décembre 1974) est une figure importante de la communication et de la publicité anglaise durant le milieu du XXe siècle. Il est le second fils de Robert Bevan et Stanisława de Karłowska et est né à Bevan House, à Cuckfield dans le Sussex.

## Enfance
Bevan étudie d'abord à Hall School avant d'entrer à Westminster School en tant que King's Scholar à l'âge de 12 ans. En 1919 il rentre à Christ Church (Oxford).

## Publicité
En 1923 il entre dans la compagnie publicitaire S. H. Benson et devient, selon son collègue R. D. Bloomfield, "the personification of the greatest days of English advertising" (la personnification des jours glorieux de la publicité anglaise).
C'est chez Benson que certaines campagnes publicitaires fameuses des années 1920 et 1930 (Guinness, Bovril, Johnnie Walker) furent produites. Bevan était à l'origine de la plupart de ces publicités, jusque dans les années 1950 pour Guinness notamment ou il demanda à John Nash des illustrations en couleur pour Happy New Lear (1957). 
Il est également l'inventeur du slogan Guinness is Good for You (inspiré par M. Ingleby dans Murder Must Advertise de Dorothy L. Sayers).
Dans les années 1930 Bobby Bevan était membre des milieux littéraires anglais. Il était notamment ami avec Anthony Powell.